# 行政長官粉嶺別墅

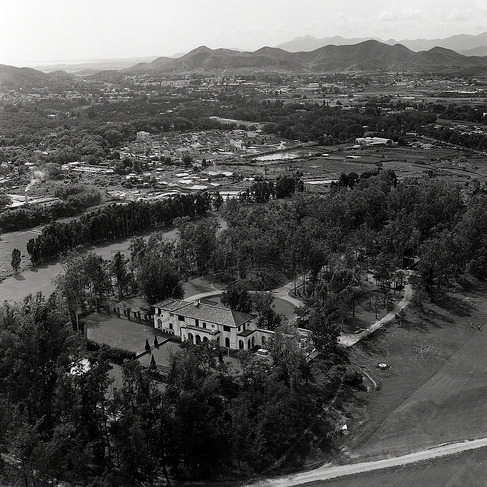
1973年港督粉嶺別墅

行政長官粉嶺別墅（英語：Fanling Lodge），前身為港督粉嶺別墅，位於香港新界北區上水古洞，被粉嶺高爾夫球場包圍。行政長官粉嶺別墅為一幢兩層高的平房，設有客廳、飯廳及4間睡房，設有游泳池、網球場、燒烤場及直升機坪。
港督粉嶺別墅主要為香港殖民地時期的香港總督及香港回歸後的香港行政長官及其官眷度假、招呼外賓及舉行宴會之場地。

## 歷史
就任1930年至1935年的香港總督貝璐熱愛高爾夫球運動及在郊外騎馬，他於1932年提議為香港總督建造一所鄉郊渡假別墅。1934年，港督粉嶺別墅落成，貝璐每逢假日都會到此避暑。
1996年，時任香港總督彭定康在港督粉嶺別墅接待時任英國首相馬卓安。
香港回歸後，行政長官比較少到此度假或者舉行官方儀式。
2010年代，基於香港土地供應緊張，加上香港政府宣布《新界東北發展計劃》，有團體質疑政府未率先收回在鄰近的粉嶺高爾夫球場及行政長官粉嶺別墅，政府其後從善如流，宣布將上述兩者納入《新界東北發展計劃》研究範圍。
2013年12月，古物諮詢委員會評審小組完成上述兩座建築物的評級工作，分別建議將兩者評為一級及二級歷史建築。